# Jesús Zúñiga
Pour les articles homonymes, voir Zúñiga.
Jesús Zúñiga, né le 17 avril 1960 à La Havane (Cuba) et mort le 16 décembre 2021 dans le 14e arrondissement de Paris, est un sociologue et journaliste cubain.

## Biographie
Il a travaillé six ans à Cuba pour le bimensuel El Caimán barbudo ("Le Caïman barbu"), puis comme sociologue  dans un bureau de l'UNESCO à La Havane.
En 1992 un article de lui est censuré, et il travaille pour la presse dissidente jusqu'en 1996.
En 1995 il a contribué, avec Reporters sans frontières, à créer un Mouvement des Journalistes Indépendants à Cuba.
La Coopérative des Journalistes Indépendants transmet par téléphone ses analyses à des amis étrangers, qui les publient sur des sites internet comme Cubanet. Certains de leurs écrits  circulent sous le manteau. Il y a aussi Radio Marti en Floride, et la télévision par satellite
Son reportage de 1998 sur le trafic de drogue et le rôle qu'y jouent les policiers, intitulé La drogue envahit la société cubaine, lui a valu trois semaines de cachot à la Villa Marista, siège de la police politique.
Soutenu par Reporters sans frontières et le Comité de soutien aux journalistes de New York, sommé de choisir entre 20 ans de prison et l'exil, il a dû quitter Cuba en juin 2006.
Pris en charge en France par la Maison des Journalistes, il est installé a Paris depuis 2006.
Il a participé au livre de Jacobo Machover Cuba, totalitarisme tropical.